# Lista över ledamöter av Sveriges riksdags andra kammare 1876–1878
Ledamöter av Sveriges riksdags andra kammare mandatperioden 1876–1878.

## Stockholms stad
- Axel Adlersparre
- Alfred Fock
- Johan Sjöberg
- Holdo Stråle af Ekna
- Adolf Hedin
- Moritz Rubenson
- Carl Björnstjerna
- Axel Bergström
- Carl Gustaf Lindmark
- August Östergren
- Abraham Leijonhufvud
- Ludvig Peyron

## Östergötlands län
- Jakob Svensson (Kinda och Ydre domsagas valkrets)
- Isaac Asklöf (Björkekinds, Östkinds, Lösings, Bråbo och Memmings domsagas valkrets)
- August Anderson (Lysings och Göstrings domsagas valkrets)
- Ivar Koskull (Åkerbo, Bankekinds och Hanekinds domsagas valkrets)
- Carl Anders Larsson (Vifolka, Valkebo och Gullbergs domsagas valkrets)
- Otto Lagerfelt  (Risinge, Hällestads och Tjällmo domsagas valkrets) 1876–1877
- Jonas Andersson i Häckenäs (Aska, Dals och Bobergs domsagas valkrets)
- Niklas Fosser (Hammarkinds och Skärkinds domsagas valkrets)
- Nils Östling (Linköpings valkrets)
- Jöran Sääf (Norrköpings valkrets)
- Henning Schultz (Norrköpings valkrets)
- Johan Gustaf Granlund (Vadstena, Söderköpings, Skänninge och Gränna valkrets)

## Blekinge län
- Ola Månsson i Jämshög (Listers domsaga)
- Lars Månsson (Bräkne domsaga)
- Anders Swensson i Lösen (Östra härads domsaga)
- August Peterson i Hasselstad (Medelstads domsaga)
- Anders Kristian Gasslander (Karlskrona stad)
- Christian Anders Sundin (Karlskrona stad)
- Edvard Meyer (Karlshamn och Sölvesborg)
- Frans Dahl (Karlshamn och Sölvesborg)